# Pierre Hugon
Pierre-Constant Hugon (ur. 30 sierpnia 1824 w Aytré, zm. 23 grudnia 1901 w Paryżu) – francuski inżynier budownictwa i kierownik paryskiej spółki gazowej. Wynalazca silnika – Hugon, drugiego silnika spalinowego na rynku, który trafił do produkcji komercyjnej i był silnikiem stacjonarnym, podobnym do wcześniejszego silnika – Lenoir.

## Silniki eksperymentalne

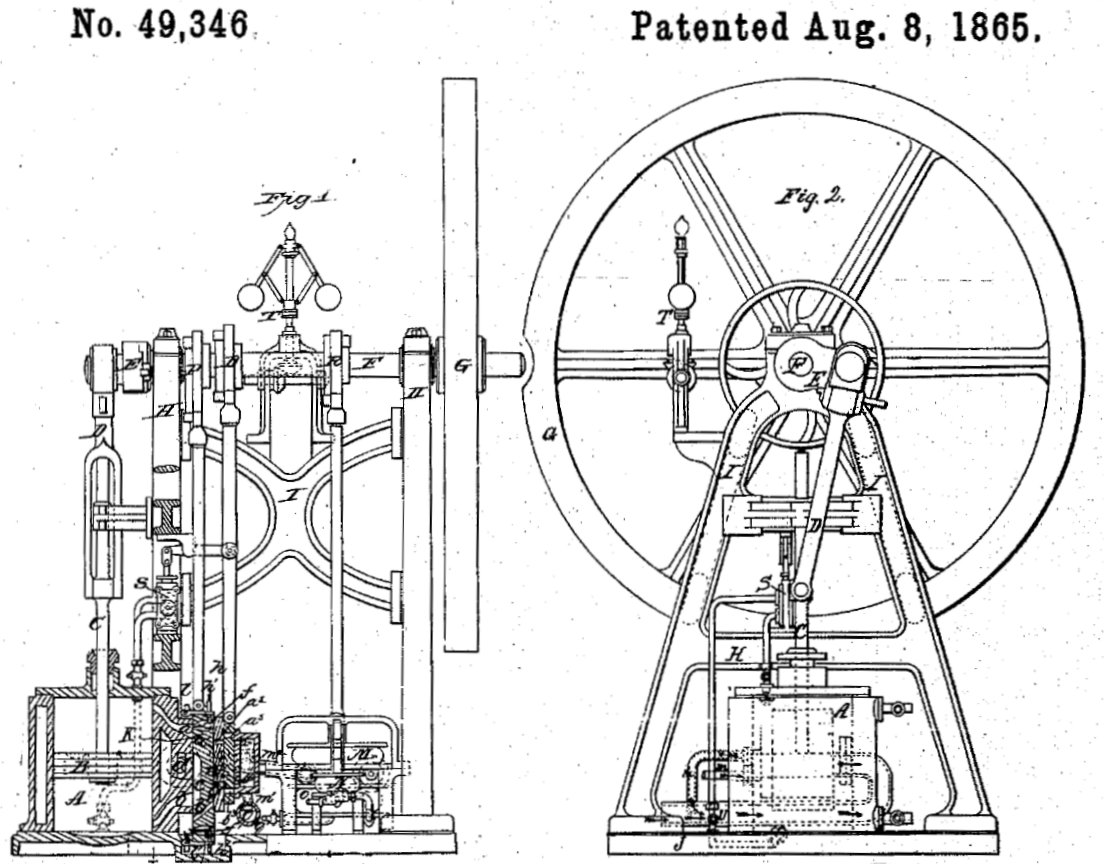
Silnik pionowy Hugona z patentem amerykańskim z 1865.

Hugon eksperymentował z silnikami o wczesnym spalaniu wewnętrznym jeszcze przed wprowadzeniem na rynek pierwszego silnika komercyjnego przez Étienne Lenoir. W swoim patencie amerykańskim 41299 wyszczególniał on wady obecnych silników gazowych w następujący sposób:

Zauważyłem w silnikach gazowych, że bezpośrednie działanie mieszanki gazowej podczas eksplozji w celu uzyskania mocy napędowej stanowiło dużą trudność w jej stosowaniu. Trudność wynikającą z natychmiastowości wytworzonego efektu.

Hugon opisał również silnik, w którym eksplozja działa na wodę, a zarówno nadciśnienie, jak i podciśnienie są wykorzystywane do napędzania wody, a więc do poruszania tłokiem.
Rok później w patencie amerykańskim 49346 powrócił do bardziej konwencjonalnej konstrukcji, ale nadal starał się zaradzić niedociągnięciom obecnego silnika gazowego tym razem określanego jako silnik o zapłonie iskrowym, który miał wiele wad, a mianowicie przestoje silnika niezgodne z regularnością i brak jednolitości działania siły napędowej niezbędnej do celów przemysłowych lub produkcyjnych. Patent ten rejestruje idee, które są podstawą silnika komercyjnego, a kluczową z nich jest zastosowanie zmodyfikowanego zaworu suwakowego, który pozwala płomieniu zapalić mieszaninę, a nie iskrę.
Ta sama zasada została opatentowana przez Williama Barnetta w 1838, ale Barnett zastosował kurek obrotowy, nie mechanizm z zaworem suwakowym. Silnik komercyjny Hugona pojawił się w 1865 i z wyglądu bardzo przypominał silnik Lenoir. Był on z zapłonem płomieniowym, a w celu kontrolowania temperatury używano niewielkich ilości wody wtryskiwanej do cylindra.
Silnik przedstawiony w tym patencie, to pionowy jednocylindrowy silnik dwustronnego działania, który wykorzystuje dwie gumowe pompy gazowe napędzane wałem korbowym. Jeden dostarcza gaz główny, który jest mieszany z powietrzem, aby zasilać silnik, a druga mniejsza pompa zwiększa ciśnienie w zbiorniku gazu, który jest wykorzystywany do dostarczania gazu do lampki kontrolnej. Zastosowanie zapłonu płomienia w złożonym mechanizmie ślizgowym gasi płomień przy każdym zapłonie, który jest ponownie zapalany przez pilota. Ten pozornie złożony system był dość udany i został zastosowany w kilku wczesnych silnikach stacjonarnych.

## Silniki Hugona, Lenoir i spółka Ottona & Langena

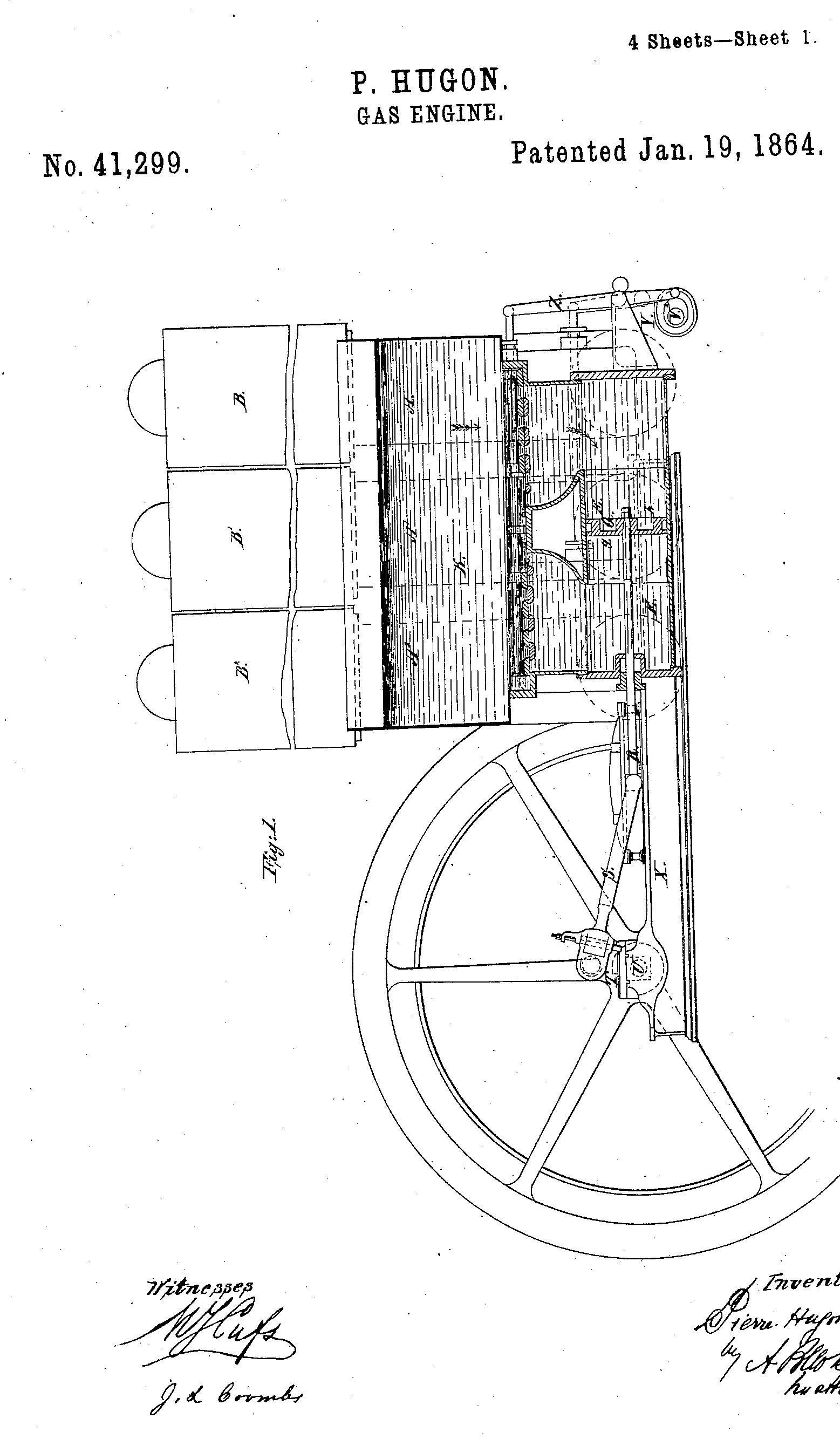
Patent amerykański 41299 z 1864. Mający na celu ulepszenie silników gazowych.

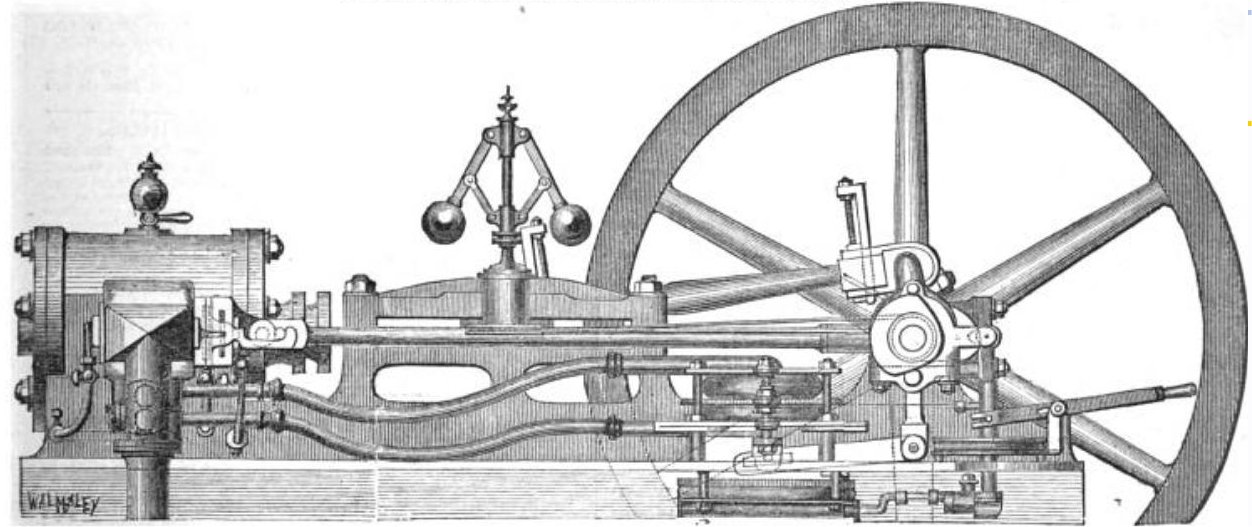
Silnik Hugona, reklamowany w 1871.

Dugald Clerk (1854–1932) za swojego życia przedstawił szczegółowy opis techniczny silników tamtej epoki i stwierdził, że silnik Hugona był lepszy w stosunku do silnika Étienne Lenoir. Do tego zużycie gazu zostało zmniejszone. Jednak w porównaniu do silników Ottona & Langena było nadal znacznie większe. Maszyna Ottona i Langena została wprowadzona na wystawę silników w Paryżu, w 1867. Silnik wynalazców również wykorzystywał zapłon płomieniowy, który według Clerka miał wpływ na zużycie gazu mniejsze o połowę w przeciwieństwie do silników Hugona i Lenoira. Jednak silniki Ottona (1832–1891) i Langena (1833–1895) nie były takie idealne – miały jedną, wielką wadę – pracowały bardzo głośno. Przykłady tych silników są regularnie uruchamiane w muzeum silników Anson.
Jedyny ocalały silnik Hugona jest własnością Muzeum Nauki w Londynie i jest obecnie wystawiany w Muzeum silników – Anson. Jest to ten sam silnik, który szczegółowo opisał Clerk. Silnik, który był wówczas silnikiem o mocy pół konia, znajdującym się wcześniej w muzeum, w South Kensington. Clerk zauważył, że jedynymi częściami, które sprawiały problemy, były pompy mieszkowe, kontrolujące dopływ gazu do cylindra i zapalające porty. Były one wykonane z gumy, a ich pogorszenie po pewnym użyciu powodowało problemy przez wyciek i sporadyczne pękanie. W niektórych używanych silnikach zostały zastąpione metalowymi pompami i zaworem mieszającym. Dzięki tym dodatkom silnik w Muzeum Urzędu Patentowego działał przez wiele lat. Muzeum to zostało przeniesione do muzeum w South Kensington, w 1883. W ocalałym silniku Hugona brakuje gumowych mieszków i mechanizmu napędowego pomp gazowych, które zostały prawdopodobnie usunięte, gdy silnik był stosunkowo nowy.
Do dziś nie znaleziono innych silników Hugona.